# Баграмян, Мовсес
Мовсе́с Баграмя́н (арм. Մովսէս Բաղրամյան) — деятель армянского освободительного движения XVIII века, педагог и публицист.

## Биография
Родился в Карабахе, даты рождения и смерти неизвестны. До 1768 жил в России, в 1763 вместе с И. Эмином отправился на Кавказ, где совместно с Эмином пытался организовать повстанческое движение в Армении против ирано-турецкого ига. После провала этих попыток в 1768 переехал в Индию, где стал активным членом кружка Ш. Шаамиряна в Мадрасе.
В 1773 опубликовал сочинение «Новая книга, называемая увещеванием» (сокращенный русский перевод вышел в 1776). Эта книга открыла новую страницу в истории развития армянской общественно-политической мысли. В ней подробно повествуется об историческом прошлом Армении, говорится о тяжелом положении армянского народа, стонущего под игом чужеземных захватчиков. При этом корень зла Баграмян видит в монархической форме правления: армянские цари были деспотами, пользовались неограниченной властью, из-за чего страну постигло много несчастий. В качестве пути избавления от гнёта Баграмян видит вооружённую борьбу, конечной целью которой должно стать восстановление армянского государства и создание свободной Матери-Армении, где объединятся все рассеявшиеся по свету скитальцы-соотечественники. Главную надежду Баграмян возлагает на молодежь и на её активную политическую деятельность. По его мнению, учёба и просвещение должны сыграть решающую роль в освобождении и возрождении армянского народа.
В дальнейшем Баграмян принял участие в составлении проекта конституции независимого армянского государства, предусматривавшую республиканскую форму правления. Придерживался прорусской ориентации, рассчитывая создать армянское государство с помощью России и под её покровительством.